# علف‌های وحشی
علف‌های وحشی (فرانسوی: Les Herbes folles‎) فیلمی در ژانر درام به کارگردانی آلن رنه است که در سال ۲۰۰۹ منتشر شد. این فیلم در بخش مسابقه جشنواره فیلم کن ۲۰۰۹ به نمایش درآمد. این فیلم اقتباسی است از رمان پیشامد  (۱۹۹۶) به قلم کریستیان گایی.

## داستان
مرد مسنی پس از اینکه کیف زنی را در پارکینگ یک فروشگاه پیدا می‌کند، دل به آن زن می‌بازد و تلاش می‌کند توجه زن را جلب کند. زن بعد از مدتی بی‌اعتنایی سرانجام تسلیم سماجت‌های مرد می‌شود.

## بازیگران
- آندری دوسولیه
- سابین آزما
- متیو آمالریک
- ادوارد بائر
- روژه پیر